# Voir devise et mourir
Pour plus de détails, voir Fiche technique et Distribution.
Voir devise et mourir (titre original : Daffy Dilly) est un court métrage d'animation américain de la série Merrie Melodies mettant en scène Daffy Duck réalisé par Chuck Jones, sorti en 1948.

## Synopsis
Daffy Duck est un vendeur de gag de nouveauté opérant sur le trottoir d'une grande ville, colportant futilement des choses comme des écureuils de fleurs, un livre de blagues de Joe Miller, un rib-tickler, un badge d'inspecteur de poulet et un buzzer électrique de 200 volts, démontrant par inadvertance ce dernier sur lui-même ("C'est... choquant..."). Mais ensuite, il entend un bulletin de nouvelles sur une radio voisine que buzzsaw magnat J. B. Cubish, qui n'a pas ri depuis 50 ans, et qui est sur son lit de mort, offre 1 million de dollars à quiconque peut le faire rire une fois de plus avant de mourir.
Voyant sa chance à un énorme salaire, Daffy part immédiatement pour le manoir du Cubish, mais son majordome refuse de le laisser entrer. Daffy essaie plusieurs façons de contourner le majordome (escalader le mur avec un grappin, se balancer par la fenêtre sur une corde, etc.), qui échouent tous, jusqu'à ce que Daffy se cache dans un paquet conçu pour ressembler à une bouteille de champagne (que le majordome essaie de garder pour lui). Pris à nouveau, Daffy court pour sa vie et s " échappe via dumbwaiter alors que le majordome le poursuit avec une hache puis essaie de lui tirer dessus avec un canon, ce que Daffy évite de justesse.
Alors que le majordome est sur le point de se débarrasser définitivement de lui, Daffy l'accuse de ne pas vouloir que Cubish retrouve la santé. Le majordome est stupéfait, mais Daffy l'accuse de tentative de meurtre avec une histoire élaborée qu'il invente sur place (finalement en s'adressant au public, " Qu'est-ce que Humphrey Bogart a que je n'ai pas?"). Après avoir effrayé le majordome dans l'incohérence, Daffy le trompe à fuir le manoir déguisé pour éviter l'arrestation, ce qu'il fait rapidement.
Enfin, Daffy se rend dans la chambre de Cubish, mais avant même de pouvoir commencer, glisse sur un tapis et tombe dans un plateau de nourriture, se couvrant de gâteau qui, à la confusion de Daffy, fait rire Cubish. En fin de compte, un journal rapporte que le rire a miraculeusement sauvé la vie de Cubish, et Cubish a gardé Daffy comme son bouffon personnel, jetant joyeusement des tartes au visage de Daffy alors qu'il se tient devant une cible. "C'est une vie", murmure Daffy au public.